# Malemort
Malemort is een gemeente in het Franse departement Corrèze (regio Nouvelle-Aquitaine). De gemeente maakt deel uit van het arrondissement Brive-la-Gaillarde. Malemort is op 1 januari 2016 ontstaan door de fusie van de gemeenten Malemort-sur-Corrèze en Venarsal. De gemeente telde 7.995 inwoners op 1 januari 2022.
De kerk Saint-Xantin was vroeger de kerk van een priorij. 

## Geografie
De oppervlakte van Malemort bedroeg op 1 januari 2022 19,65 vierkante kilometer; de bevolkingsdichtheid was toen 406,9 inwoners per km².
De Corrèze stroomt door de gemeente. De gemeente grenst in het oosten aan de stad Brive-la-Gaillarde, waarvan Malemort-sur-Corrèze een voorstad is. Toch heeft de gemeente 630 ha landbouwgebied en 350 ha bossen. Venarsal, in het noordoosten van de gemeente, is meer landelijk.
De onderstaande kaart toont de ligging van Malemort met de belangrijkste infrastructuur en aangrenzende gemeenten.

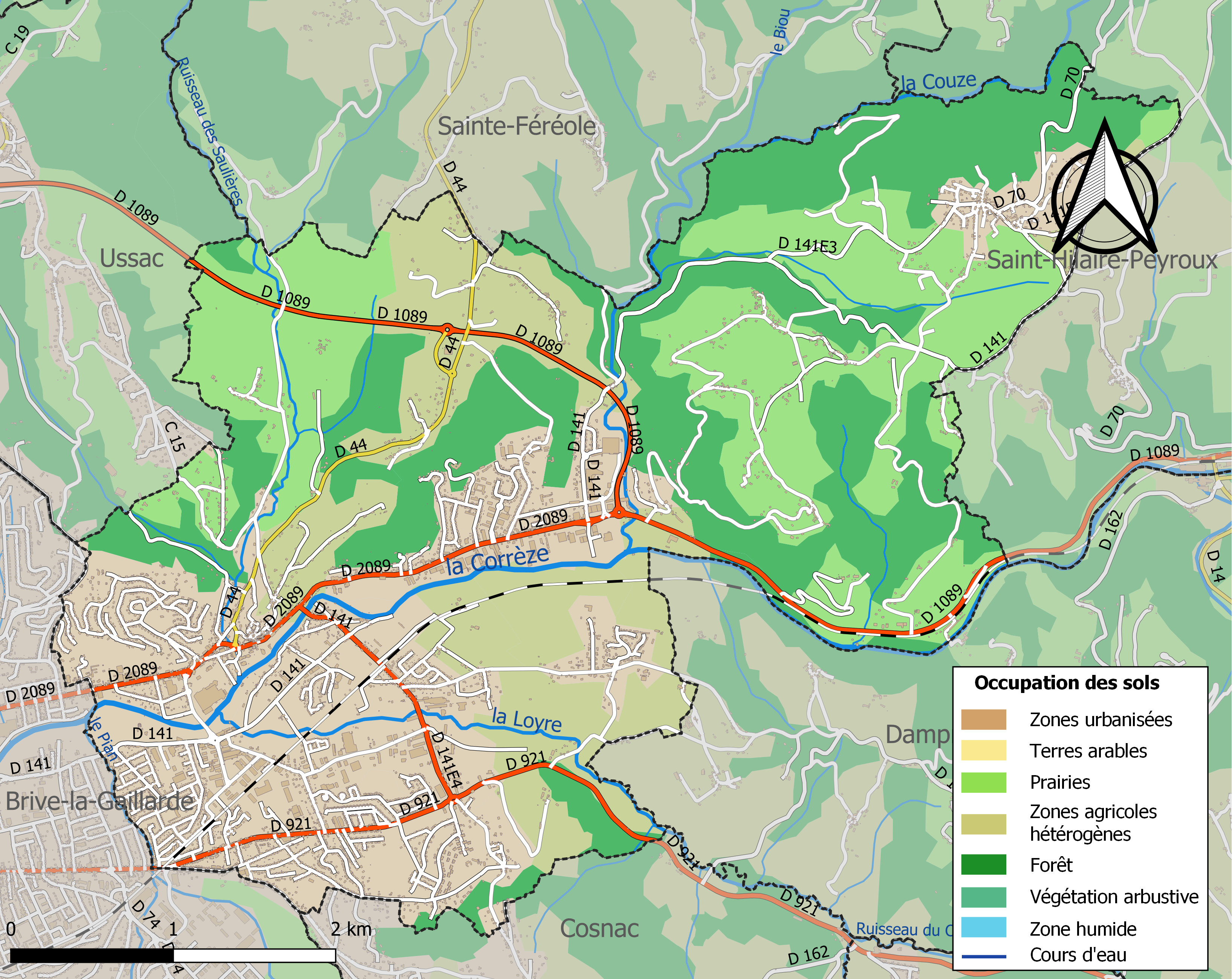